# Blasius Ammon
Blasius Ammon (Hall in Tirol o Imst, 1558 circa – Vienna, inizio di giugno 1590) è stato un compositore e francescano austriaco.

## Biografia
Intorno al 1568, Blasius Ammon si unì all'orchestra di corte dell'arciduca Ferdinando II a Innsbruck come corista. Ricevette un'approfondita formazione musicale sotto i direttori Wilhelm Bruneau (attivo dal 1564 al 1584) e Alexander Utendal (attivo dal 1564 al 1581), che perfezionò nei suoi viaggi di studio. Soprattutto, il suo soggiorno a Venezia dal 1574 al 1577 segnò la sua evoluzione stilistica. Non solo portò in patria le modulazioni consuete, ma anche il doppio coro veneziano.
Di Blasius Ammon è documentato il servizio presso vari monasteri (Zwettl, Lilienfeld, Heiligenkreuz e all'abbazia di Novacella vicino a Bressanone). Compose principalmente opere vocali sacre, inclusi mottetti e messe polifoniche.
Nella primavera del 1587 entrò nell'ordine francescano a Vienna e fu ordinato sacerdote prima della morte.
Nel 1582 diede alle stampe la sua prima raccolta di composizioni, Liber sacratissimarum cantionum selectissimus. Nel 1590 fu pubblicato a Monaco di Baviera il volume Sacrae Cantiones.